# Brillantaisia
Brillantaisia là một chi thực vật thuộc họ Acanthaceae. Chi này có các loài sau (tuy nhiên danh sách này có thể chưa đủ):
- Brillantaisia lancifolia, Lindau

## Hình ảnh

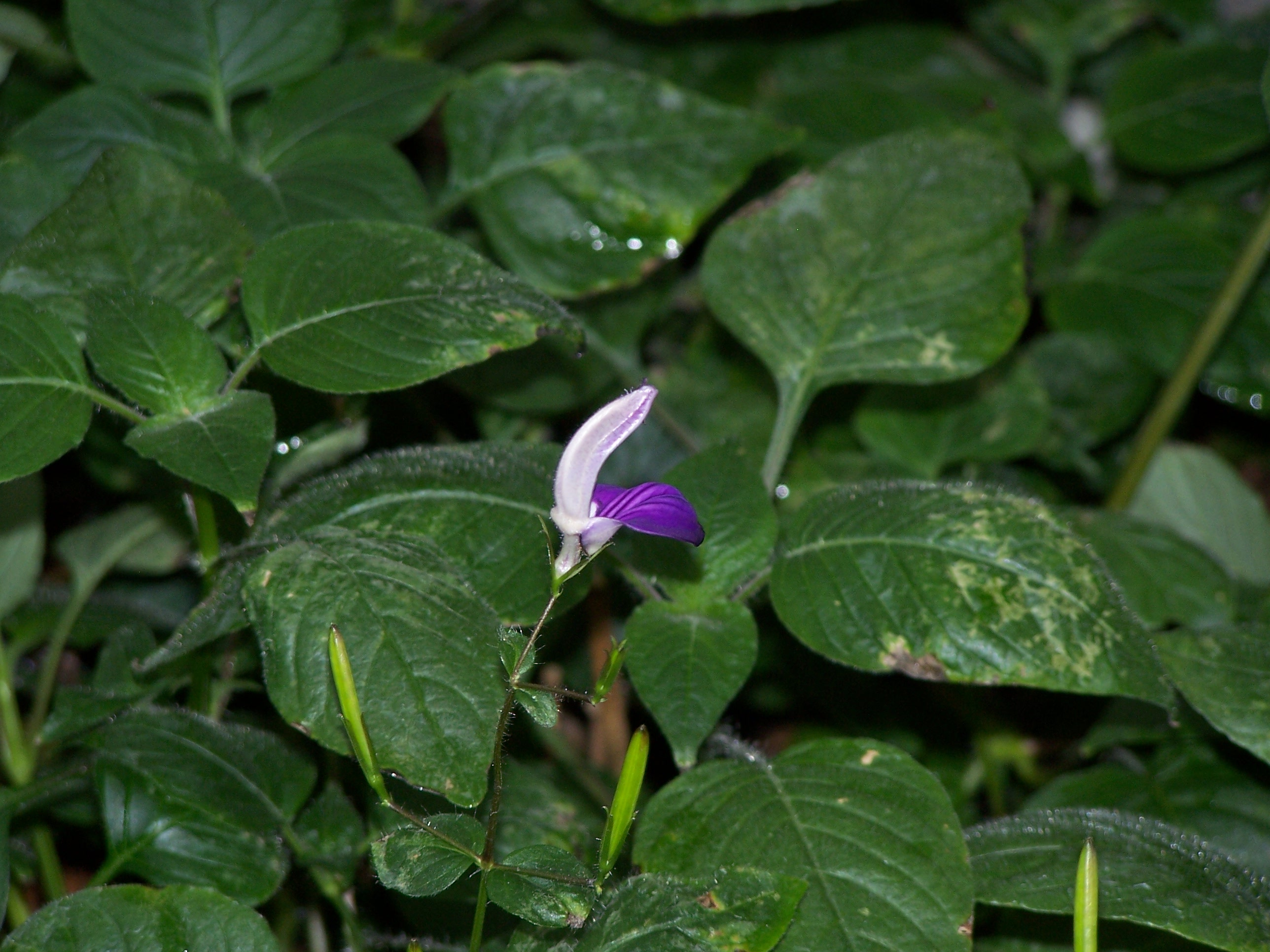